# 熱年代學

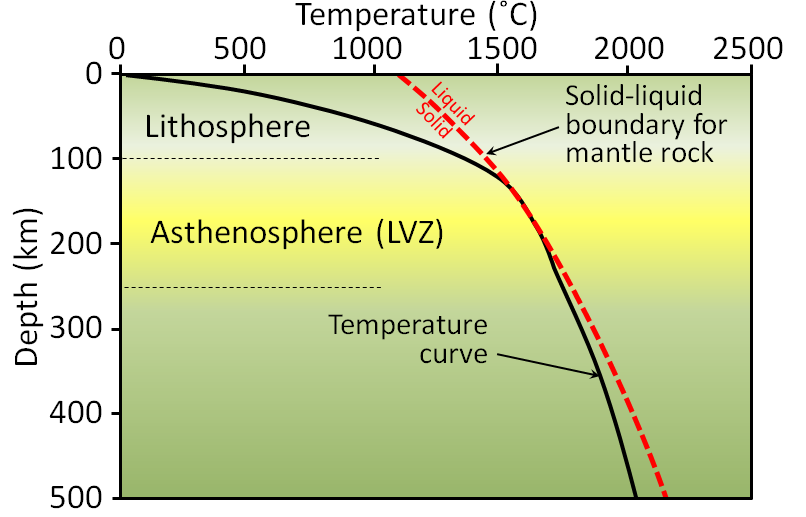
地球深度溫度曲綫圖：顯示溫度隨深度而增加

熱年代學（英語：Thermochronology）是研究一個區域的熱演化歷史的学科。利用放射性定年法及子体的封闭温度，來測定一序列標本的年代及其相對溫度。
一般熱年代學的研究需要從一個區域不同地點采取多樣岩石樣本。例如從陡峭峽谷、懸崖面或斜坡的斷面上采取一系列樣本。 然後鑒定其礦物中的放射性子体達到封闭温度的深度和時間。根據這些資料，就可推算該岩石的構造演變歷史。
裂变径迹年代测定是用於熱年代學最常見的放射性定年法。利用的礦物包括鋯石、磷灰石、鈦鐵礦、天然玻璃和其他富含鈾的礦物。 其他定年法包括在磷灰石中的鉀-氬.和氬-氬的定年法，以及在鋯石和磷灰石的(鈾-釷)/ 氦定年法。

## 原理
放射性定年法是最通用的確定岩石年齡的方法。 在封閉系統中，樣品中的同位素數量是時間和礦物衰變率的直接函數。  因此找出礦物中的子同位素與剩餘母同位素的比率。 根據衰變常數，就可樣品確定年齡。
但用於熱年代學的同位素，其子母同位素比率不但和時間有關，也受熱歷史影響。 在高溫下，岩石會是處於開放系統中，衰變產物的子同位素會從礦物中擴散而遺失。只有在低溫下，子同位素才能在礦物中保存，如同岩石是在一個封閉系統。 系統之間可根據溫度而轉換，但不是瞬間的。 其轉換溫度為封閉溫度。每種礦物的封閉溫度均不同。 封閉溫度也受晶粒尺寸和形狀、冷卻速率和化學成分而變。

## 用途
根據年代和溫度資料，對一個地區的地質構造、造山帶的擡升，熱液礦床甚至隕石等，都可以提供研究資料。並有助於了解地球的歷史及其熱演化  。
例如(鈾-釷)/ 氦热年代学是研究新生代山体的隆升时间和隆升速率或剥露速率最常用的一种方法。通常，岩石在深度的埋藏下，因爲地温高。而矿物中氦會扩散丢失，當构造活动逐漸擡升岩石時，温度也逐漸降低。直到温度降低到矿物中氦的封闭温度时，氦才能保存，這時矿物的(鈾-釷)/ 氦年龄开始计时。每個岩石的(鈾-釷)/ 氦年龄，就代表它被擡升到封闭温度時的深度。一個地區的一系列样品，也记录了它们分别离开封闭温度的时间，因此 也间接地记录了它们运动的速率 。